# Парасковия (Кегичёвский район)
Парасковия (укр. Парасковія) — село,
Парасковеевский сельский совет,
Кегичёвский район,
Харьковская область, Украина.
Код КОАТУУ — 6323184001. Население по переписи 2001 года составляет 603 (300/303 м/ж) человека.
Является административным центром Парасковеевского сельского совета, в котором является единственным населённым пунктом.

## Географическое положение
Село Парасковия находится на реке Шляховая, за 5 км от места впадения её в реку Орель, на реке большая запруда, выше по течению на расстоянии в 2 км расположены пгт Слобожанское и село Александровское.

## История
- 1750 — дата основания.

В 1946 г. Указом ПВС УССР село Парасковия-Шляхова переименовано в Парасковия.

## Экономика
- Молочно-товарная, птице-товарная и свино-товарная фермы.

## Объекты социальной сферы
- Школа.
- Дом культуры.
- Спортивная площадка.

## Достопримечательности
- Братская могила советских воинов.
- Турецкий вал с земляными укреплениями, построенный в начале XVIII в.